# Diocèse de Cúcuta
Le diocèse de Cúcuta (en latin : Dioecesis Cucutensis ; en espagnol : Diócesis de Cúcuta) est un diocèse de l'Église catholique en Colombie, suffragant de l'archidiocèse de Nueva Pamplona.

## Territoire

Il comprend les municipalités de Bucarasica, Gramalote, Los Patios, Lourdes, San Cayetano, Santiago, Villa Caro, Villa del Rosario, le district d'El Carmen de Nazareth de la municipalité de Salazar de Las Palmas, et une partie des municipalités de Cúcuta, El Zulia et Sardinata du département de Norte de Santander ce qui correspond à un territoire de 2 200 km2 divisé en 108 paroisses.
Le siège épiscopal est dans la ville de Cúcuta où se trouve la cathédrale Saint-Joseph (es) et la basilique Saint-Louis-de-Gonzague qui garde un tableau de Notre-Dame de Chiquinquirá qui est l'objet d'un culte particulier,.

## Historique
Le diocèse est érigé le 29 mai 1956 par la constitution apostolique Ecclesiarum omnium du pape Pie XII en prenant une partie du territoire du diocèse de Nueva Pamplona, qui est élevé le même jour au rang d'archidiocèse métropolitain et dont Cúcuta devient suffragant.
À la demande de Pablo Correa León, évêque de Cúcuta, le pape Jean XXIII reconnaît saint Joseph comme patron principal du diocèse par la lettre apostolique Beatum Joseph du 7 avril 1960.

## Évêques
- Luis Pérez Hernández, C.I.M (29 mai 1956 - 28 juin 1959)
- Pablo Correa León (22 juillet 1959 - 27 juillet 1970)
- Pedro Rubiano Sáenz (2 juin 1971 - 26 mars 1983); nommé archevêque coadjuteur de Cali
- Alberto Jaramillo, P.S.S (26 juillet 1983 - 18 décembre 1990), nommé archevêque de Popayán
- Rubén Salazar Gómez (11 février 1992 - 18 mars 1999), nommé archevêque de Barranquilla
- Óscar Urbina Ortega (9 novembre 1999 - 30 novembre 2007), nommé archevêque de Villavicencio
- Jaime Prieto Amaya (1er décembre 2008 - 25 août 2010)
- Julio César Vidal Ortiz (16 juillet 2011 - 24 juillet 2015)
- Víctor Ochoa Cadavid (24 juillet 2015 - 7 décembre 2020), nommé à l'ordinariat militaire de Colombie
- José Libardo Garcés Monsalve, depuis le 4 octobre 2021